# Bluenote Café
Bluenote Café è un album dal vivo del cantautore canadese Neil Young, pubblicato nel 2015 ma registrato nel periodo 1987-1988.

## Tracce

### Disco 1
1. Welcome to the Big Room - 7:31
2. Don't Take Your Love Away From Me - 9:30
3. This Note's for You - 5:24
4. Ten Men Workin' - 8:27
5. Life in the City - 3:55
6. Hello Lonely Woman - 4:46
7. Soul of a Woman - 5:57
8. Married Man - 3:07
9. Bad News Comes to Town - 8:00
10. Ain't It the Truth - 7:30
11. One Thing - 6:41
12. Twilight - 8:03

### Disco 2
1. I'm Goin' - 5:35
2. Ordinary People - 12:50
3. Crime in the City - 7:22
4. Crime of the Heart - 5:36
5. Welcome Rap - 0:36
6. Doghouse - 4:08
7. Fool for Your Love - 4:20
8. Encore Rap - 0:25
9. On the Way Home - 3:01
10. Sunny Inside - 3:44
11. Tonight's the Night - 19:26

## Formazione
- Neil Young – voce, chitarra
- Rick Rosas – basso
- Chad Cromwell – batteria
- Frank Sampedro – tastiera
- Steve Lawrence – sassofono tenore
- Ben Keith – sassofono alto
- Larry Cragg – sassofono baritono
- Claude Cailliet – trombone
- Tom Bray – tromba
- John Fumo – tromba
- Billy Talbot – basso
- Ralph Molina - batteria